# Liste der Baudenkmale in Zechin
In der Liste der Baudenkmale in Zechin sind alle Baudenkmale der brandenburgischen Gemeinde Zechin und ihrer Ortsteile aufgelistet. Grundlage ist die Veröffentlichung der Landesdenkmalliste mit dem Stand vom 31. Dezember 2021.

## Baudenkmale in den Ortsteilen
In den Spalten befinden sich folgende Informationen:
- ID-Nr.: Die Nummer wird vom Brandenburgischen Landesamt für Denkmalpflege vergeben. Ein Link hinter der Nummer führt zum Eintrag über das Denkmal in der Denkmaldatenbank. In dieser Spalte kann sich zusätzlich das Wort Wikidata befinden, der entsprechende Link führt zu Angaben zu diesem Denkmal bei Wikidata.
- Lage: die Adresse des Denkmales und die geographischen Koordinaten. Link zu einem Kartenansichtstool, um Koordinaten zu setzen. In der Kartenansicht sind Denkmale ohne Koordinaten mit einem roten beziehungsweise orangen Marker dargestellt und können in der Karte gesetzt werden. Denkmale ohne Bild sind mit einem blauen bzw. roten Marker gekennzeichnet, Denkmale mit Bild mit einem grünen beziehungsweise orangen Marker.
- Bezeichnung: Bezeichnung in den offiziellen Listen des Brandenburgischen Landesamtes für Denkmalpflege. Ein Link hinter der Bezeichnung führt zum Wikipedia-Artikel über das Denkmal.
- Beschreibung: die Beschreibung des Denkmales
- Bild: ein Bild des Denkmales und gegebenenfalls einen Link zu weiteren Fotos des Baudenkmals im Medienarchiv Wikimedia Commons

### Buschdorf
| ID-Nr.                           | Lage                          | Bezeichnung                                                                                 | Beschreibung                                                              | Bild                        |
| -------------------------------- | ----------------------------- | ------------------------------------------------------------------------------------------- | ------------------------------------------------------------------------- | --------------------------- |
| 09181298                         | Buschdorfer Straße 13a (Lage) | Behelfskirche mit Kirchenglocke im Glockenschauer, Resten der Dorfkirche und Kriegerdenkmal |                                                                           | weitere Bilder              |
| 09181299 Teilobjekt zu: 09181298 | Buschdorfer Straße 13a ()     | Glocke                                                                                      | Die Glocke befindet sich neben der Behelfskirche in einem Glockenschauer. | ein Bild hochladen          |
| 09181300 Teilobjekt zu: 09181298 | Buschdorfer Straße 13a ()     | Kriegerdenkmal                                                                              |                                                                           | ein Bild hochladen          |
| 09181301 Teilobjekt zu: 09181298 | Buschdorfer Straße 13a ()     | Grundmauer                                                                                  | Die Grundmauer befindet sich nördlich der Behelfskirche                   | ein Bild hochladen          |
| 09180168                         | Buschdorfer Straße 15 (Lage)  | Dorfschule mit Nebengebäude                                                                 |                                                                           | Dorfschule mit Nebengebäude |
| 09181496 Teilobjekt zu: 09180168 | Buschdorfer Straße 15 ()      | Wirtschaftsgebäude                                                                          |                                                                           | ein Bild hochladen          |
| 09181497 Teilobjekt zu: 09180168 | Buschdorfer Straße 15 ()      | Wirtschaftsgebäude                                                                          |                                                                           | ein Bild hochladen          |

### Zechin
| ID-Nr.   | Lage                          | Bezeichnung | Beschreibung | Bild |
| -------- | ----------------------------- | --- | --- | --- |
| 09180867 | (Lage)                        | Familiengrabstätten an der nördlichen Friedhofsmauer des Friedhofs: Amtsrat Julius Peltz (1831–1900), Domänenpächter Preuß, Julius Rohde (1850–1928), Christian Kniehase (1798–1887), Carl August Erdmann (1817–1875), Gustav Thimann (1832–1901), Hugo Lehmphul (1874–1962), Ferdinand Buchholz (1825–1904), Emil Jachnow (1863–1923), Johann Julius Merten (1825–1894) und Karl August Christophel (1841–1899) | | Familiengrabstätten an der nördlichen Friedhofsmauer des Friedhofs: Amtsrat Julius Peltz (1831–1900), Domänenpächter Preuß, Julius Rohde (1850–1928), Christian Kniehase (1798–1887), Carl August Erdmann (1817–1875), Gustav Thimann (1832–1901), Hugo Lehmphul (1874–1962), Ferdinand Buchholz (1825–1904), Emil Jachnow (1863–1923), Johann Julius Merten (1825–1894) und Karl August Christophel (1841–1899) |
| 09180347 | Kienitzer Straße 16 (Lage)    | Hofanlage eines Loosengehöfts mit Wohnhaus, zwei Ställen, Remise, straßenseitiger Einfriedung sowie Haus- und Hofbäumen einschließlich Baumgarten | | Hofanlage eines Loosengehöfts mit Wohnhaus, zwei Ställen, Remise, straßenseitiger Einfriedung sowie Haus- und Hofbäumen einschließlich Baumgarten |
| 09180747 | Schulstraße (Lage)            | Grabsteine für Christian Kniehase (1762–1828) und Marie Kniehase (1739–1823), auf dem alten Friedhof | Grabsteine sind mittlerweile auf den örtlichen Friedhof auf die dortige Grabanlage der Familie Kniehase überführt worden | Grabsteine für Christian Kniehase (1762–1828) und Marie Kniehase (1739–1823), auf dem alten Friedhof |
| 09180746 | Wilhelm-Pieck-Straße 2 (Lage) | Wohnhaus | | Wohnhaus |

## Ehemalige Baudenkmale
| ID-Nr. | Lage                          | Bezeichnung | Beschreibung | Bild                                                                                           |
| ------ | ----------------------------- | ----------- | ------------ | ---------------------------------------------------------------------------------------------- |
|        | Zechin, Hauptstraße 14 (Lage) | Wohnhaus    |              | [[Vorlage:Bilderwunsch/code!/C:52.610109,14.452505!/D:Zechin, Hauptstraße 14, Wohnhaus!/\|BW]] |